# Un amico invisibile
Un amico invisibile (My Best Friend is Invisible) è il cinquantasettesimo libro della collana Piccoli brividi ideata dallo scrittore statunitense R. L. Stine.

## Trama
Il dodicenne Sammy Jacobs è un ragazzino amante di storie di fantasmi o fantascientifiche, sempre in competizione con il fratello Simon, il prediletto dei genitori, e figlio di una coppia di scienziati, i quali non fanno altro che discutere della loro attività. Una sera il ragazzo nota che il suo gatto Brutus si comporta in maniera strana e, successivamente, inizia a notare anch'egli cose strane e bizzarre: i cereali spariscono nella sua tazza in un momento di assenza, la sua camera viene ridotta ad un porcile, una mano invisibile stringe la sua durante lo svolgimento di un'equazione alla lavagna a scuola, e Sammy giurerebbe inoltre di aver visto qualcuno di invisibile mangiare una pizza davanti a lui, oltre che veder levitare il suo gatto. La causa di questi strani fenomeni si rivela essere Brent Green, un ragazzo invisibile che vuole essere a tutti i costi amico di Sammy.
Inizialmente il ragazzino è gasato dall'idea di avere un amico invisibile, cercando così di sorprendere la sua migliore amica Roxanne Johnson ma, inevitabilmente, non solo né lei né i suoi amici e la sua famiglia noteranno la presenza di Brent, ma quest'ultimo non farà altro che rovinare la vita di Sammy facendogli fare una serie di figuracce a scuola. Quando poi Sammy cerca di giustificarsi dando la colpa al suo amico invisibile verrà ampiamente deriso e creduto pazzo da tutti (perfino dalla sua insegnante).
In seguito, Sammy, spinto anche da Roxanne, entra nella Casa delle Siepi, un'antica dimora abbandonata abitata (secondo la leggenda) da un fantasma, con il fine di realizzare una ricerca scolastica. Una volta nella casa, i due vengono effettivamente attaccati da un fantasma ma riescono a fuggire. Una volta a casa, Sammy scopre che il fantasma non era altri che Brent, il quale nell'ennesimo tentativo di aiutare il protagonista nella ricerca si era finto un fantasma. Sammy allora, su tutte le furie, convince la sua famiglia e Roxanne a vedere Brent, utilizzando uno strumento dei genitori scienziati che permette di far vedere le cose che non si vedono ad occhio nudo: fa così apparire l'immagine di Brent... che si rivela un umano! Solo allora si scopre che sia Sammy che tutti gli altri sono in realtà alieni e che Brent è l'unico umano in tutta la storia. Quando Sammy chiede a suo padre se può tenere Brent questi gli dice che sarebbe meglio se l'umano andasse in uno zoo, visto che la sua specie è in via di estinzione.

## Personaggi
- Sammy Jacobs: il protagonista della storia. Nell'episodio televisivo è doppiato da Davide Garbolino.
- Brent Green: il ragazzo invisibile che entra nella vita di Sammy. Nell'episodio televisivo è doppiato da Marcella Silvestri.
- Roxanne Johnson: la migliore amica di Sammy.
- Mr. Jacobs: il padre di Sammy, è uno scienziato. Nell'episodio televisivo è doppiato da Mario Scarabelli.
- Ms. Jacobs: la madre di Sammy, è una scienziata. Nell'episodio televisivo è doppiata da Patrizia Scianca.
- Simon Jacobs: fratello minore di Sammy.
- Jed: uno degli amici di Sammy e Roxanne.
- Mrs. Starling: l'insegnante della classe di Sammy.
- Mrs. Pinsky: la bibliotecaria della scuola. È convinta che Sammy sia pazzo.

## Adattamento televisivo
Di questo romanzo è stata fatta una trasposizione in episodio televisivo, chiamata però L'amico invisibile, che presenta numerose differenze rispetto alla storia originale:
- Il personaggio di Simon è assente. Stesso discorso anche per Jed e la signora Pinsky.
- Nel libro Sammy e Roxanne entrano nella Casa delle Siepi solo nella parte finale, mentre nell'episodio televisivo vi entrano più volte.
- Quando Brent si rivela un ragazzo, Sammy e i suoi genitori, in qualche modo, capovolgono le loro facce, ma i loro occhi e la loro bocca si spostano sui capelli, e finiscono per avvicinarsi a Brent facendo un grande ghigno. Nella trasposizione letteraria si rivelano si alieni ma con tentacoli, cinque occhi e pori succhiatori sulla testa.

## Curiosità
- In una scena dell'episodio TV, mentre Sammy sogna di vedere un film, nella televisione appaiono chiaramente alcune immagini dell'episodio televisivo di Piccoli brividi Spaventapasseri viventi.

## Edizioni
- R. L. Stine, Un amico invisibile, traduzione di Cristina Scalabrini, collana Piccoli brividi, Arnoldo Mondadori Editore, 1999,  p. 139, ISBN 88-04-46707-X.